# لا ريبوبليكا
لا ريبوبليكا أو «الجمهورية» (بالإيطالية:la Repubblica) هي صحيفة يومية إيطالية تهتم بالشأن العام. اعتبرت في 2006 الصحيفة الأكثر تداولا في إيطاليا. وتباع بواحد يورو. تعبر الصحيفة عن توجه يسار الوسط في إيطاليا. يجدر الإشارة إلى ان الصحيفة تصدر بالتنسيق المعروف بشكل برلينر.
تأسست بروما في 14 يناير 1974 من قبل Gruppo Editoriale L'Espresso وهي دار للنشر في إيطاليا.

## وصلات خارجية
- لا ريبوبليكا على موقع الموسوعة البريطانية (الإنجليزية)

- La Repubblica on line